# Lawrence megye (Indiana)
Lawrence megye az Amerikai Egyesült Államokban, azon belül Indiana államban található. Megyeszékhelye és legnagyobb városa Bedford. Lakosainak száma 45 011 fő (2020. április 1.).

## Szomszédos megyék
- Monroe megye (észak)
- Jackson megye (kelet)
- Washington megye (délkelet)
- Orange megye (dél)
- Martin megye (nyugat)
- Greene megye (északnyugat)

## Népesség
A megye népességének változása:
| Lakosok száma | 46 146 | 46 076 | 46 062 | 45 844 | 45 495 | 45 011 |
|               | 2010   | 2011   | 2012   | 2013   | 2015   | 2020   |